# Gangsta.
Gangsta. (ギャングスタ?, Gyangusuta) è un manga seinen scritto e disegnato da Kohske.
In Giappone è serializzato dalla casa editrice Shinchosha, sulla rivista mensile Monthly Comic Bunch, e sono stati pubblicati 27 capitoli raccolti in sei volumi. Un'edizione italiana è pubblicata da Panini Comics a partire dal 30 aprile 2014.
L'anime è edito in Italia da Yamato Video, che ne rende disponibili gli episodi sottotitolati su YouTube. Il primo episodio della versione italiana caricato su YouTube presenta subito dopo l'eyecatch una breve scena censurata, che viene invece mostrata nella versione in inglese.

## Produzione
Il debutto di Kohske avvenne con un breve manga a puntate intitolato Postman, pubblicato sulla rivista Monthly Shōnen GanGan mentre ha iniziato a lavorare su Gangsta. nel 2010. Il primo capitolo non è stato pubblicato se non all'inizio dell'aprile del 2011, con il titolo GANGSTA. La serie è stata un successo immediato sin dai primi volumi.

## Trama
La caotica e violenta città di Ergastulum, nata per contenere le truppe mercenarie durante la guerra mondiale tra forze occidentali e orientali, viene utilizzata come prigione per i Twilight, che non possono varcarne i confini pena la morte. I Twilight sono esseri umani dotati di capacità sovrumane che si differenziano per grado tramite delle piastrine militari (dette "tag"): finora i livelli conosciuti sono in ordine crescente D, C, B, A ed S, a loro volta suddivisi in sei sottolivelli da 5 a 0. Sembrano inoltre esserci dei Twilight, i cosiddetti "Hunters", che cacciano altri Twilight e che hanno dimostrato delle capacità ancora superiori.
Il potere all'interno di Ergastulum è suddiviso tra le tre grandi famiglie mafiose e la gilda dei mercenari di PaulKlee. Le prime sono i Monroe, i Corsica e i Cristiano (questi, indeboliti dalla prematura morte del loro boss, si sono affiliati ai Monroe e sono i responsabili della produzione del "Celebrer") e si occupano ciascuna di uno specifico aspetto della quotidianità così da mantenere un certo equilibrio; la seconda è composta interamente da Twilight, alcuni dei quali sono tra i più forti di Ergastulum. 
Worick Arcangelo e Nicholas Brown sono due Twilight legati da un misterioso e violento passato, conosciuti come i "Benriya" (tradotto in italiano con "Tuttofare"), e svolgono lavori che la gente normale non farebbe mai; l'ex prostituta Alex Benedetto fa loro da segretaria.

### Il Celebrer
Durante la guerra alcuni scienziati orientali progettarono uno speciale cocktail di farmaci in grado di amplificare le abilità di un essere umano, il Celebrer appunto, che prometteva la crescita esponenziale del valore bellico di ogni utilizzatore non senza effetti collaterali: il farmaco rende infatti completamente dipendenti da esso e un eventuale figlio nato da utilizzatori soffrirebbe di disordini fisici o mentali più o meno gravi e sarebbe anch'esso assuefatto al cocktail dalla nascita (è stato riscontrato che sono più gravi le malformazioni di individui nati da madre Twilight piuttosto che da padre Twilight). 
Un'altra notevole controindicazione del Celebrer sta nel fatto che l'aspettativa di vita media di un Twilight è di circa trent'anni: essa è così bassa perché la maggior parte delle morti avviene in tenera età e infatti lo stesso nome "Twilight" ("Razza del crepuscolo") deriva dalla limitatezza del loro ciclo vitale.
Il Celebrer consta di due parti, il downer e l'upper: il primo sembra inibire o comunque diminuire le abilità del Twilight gettandolo in uno stato di spossatezza mentre il secondo aumenta le capacità fisiche di chi lo assume. L'efficacia dei due farmaci dipende probabilmente dalla diversa tolleranza che ha ogni Twilight e per tenere a bada gli effetti collaterali della loro condizione i Twilight devono assumere regolarmente il farmaco, in dosi controllate e a volte sempre maggiori che finiscono per accorciare la durata della loro vita.
Tra di loro i Twilight si chiamano "fratello", "fratellone" o "bro", mentre chiamano "Normal" le persone normodotate.

## Personaggi principali
Nicholas Brown (ニコラス・ブラウン?)
Uomo di trentaquattro anni, è altamente specializzato nell'uso della spada. È sordo e comunica principalmente attraverso il linguaggio dei segni. Ha un'amicizia molto forte con Worick, anche perché da adolescente servì come mercenario per suo padre, ed è un Twilight di livello A/0 molto temuto. Nonostante possa apparire rude ha un debole per Nina, la giovanissima infermiera che aiuta il Dr. Theo nel suo ambulatorio. È molto testardo, avventato e talvolta estremamente violento, tanto che Alex a volte rimane sbalordita dal suo comportamento; secondo Nina, tuttavia, Nicholas non è veramente cattivo ma solo un po'. Spesso si causa volontariamente un'overdose di Celebrer per non avvertire dolore e perdere quel poco autocontrollo che ha, causandosi tuttavia gravi ferite. In seguito si scopre che è un "Falso" ("Faker"), soprannome datogli da Galahad dovuto al fatto che ha raggiunto il grado di A/0 uccidendo altri Twilight di alto livello grazie al Celebrer mentre in realtà sarebbe al massimo un B/5.
Worick Arcangelo (ウォリック・アルカンジェロ?)
L'altra metà dei Benriya. Di un anno più vecchio, Worick è l'esatto opposto di Nicolas: è infatti spensierato, affascinante, piacevole, flirta con molte donne (specialmente Alex) ed è particolarmente abile nell'uso delle armi da fuoco. Porta i capelli lunghi raccolti in una coda e indossa una benda sull'occhio sinistro, dal momento che una volta suo padre vi spense una sigaretta. È molto versato nella lingua dei segni e nei fine settimana fa il gigolò come secondo lavoro. A detta del Dr. Theo soffre di ipertimesia: ha infatti una memoria impressionante e un'intelligenza fuori dal comune, cosa di cui si accorse durante l'infanzia poiché riusciva a imparare a memoria libri interi. Per questo non è da considerare inferiore a Nicolas: nessun boss di Ergastolum ha mai voluto avere a che fare con lui perché nessuno rischierebbe di averlo tra le proprie file data la sua pericolosità, anzi questo è il motivo per cui lui e Nicolas sono le uniche forze neutrali in Ergastolum. Solo un uomo si fidò di lui e infatti per un certo periodo i Benriya furono i suoi sottoposti: Daniel Monroe, detto "Danny il pistolero", creatore delle "Tre Leggi".
Alex Benedetto (アレックス・ベネデット?)
Un'ex prostituta di ventiquattro anni il cui protettore, Barry Abott, è stato ucciso dai Benriya in uno dei loro lavori. Nonostante l'ordine di eliminarla i due, soprattutto Worick, decidono di reclamarla come loro bottino salvandole la vita. Non avendo altro posto dove andare inizia a lavorare come loro segretaria decidendo di imparare il linguaggio dei segni così da poter comunicare con Nicolas. Secondo lei Worick sarebbe un uomo fantastico se solo parlasse di meno.

## Volumi
| Gangsta. (8+ volumi)                        |                 |                        |                  |
| 1                                           | 8 luglio 2011   | ISBN 978-4-10-771625-5 | 30 aprile 2014   |
| 2                                           | 8 gennaio 2012  | ISBN 978-4-10-771646-0 | 28 giugno 2014   |
| 3                                           | 9 luglio 2012   | ISBN 978-4-10-771667-5 | 30 agosto 2014   |
| 4                                           | 9 febbraio 2013 | ISBN 978-4-10-771694-1 | 18 ottobre 2014  |
| 5                                           | 9 ottobre 2013  | ISBN 978-4-10-771719-1 | 20 dicembre 2014 |
| 6                                           | 9 luglio 2014   | ISBN 978-4-10-771754-2 | 21 febbraio 2015 |
| 7                                           | 9 luglio 2015   | ISBN 978-4-10-771826-6 | 19 dicembre 2015 |
| 8                                           | 9 maggio 2018   | ISBN 978-4-10-772081-8 | 15 novembre 2018 |
| Gangsta.: Cursed - Marco Adriano (5 volumi) |                 |                        |                  |
| 1                                           | 9 luglio 2015   | ISBN 978-4-10-771828-0 | 19 marzo 2016    |
| 2                                           | 9 gennaio 2016  | ISBN 978-4-10-771868-6 | 23 giugno 2016   |
| 3                                           | 8 ottobre 2016  | ISBN 978-4-10-771923-2 | 15 giugno 2017   |
| 4                                           | 9 giugno 2017   | ISBN 978-4-10-771985-0 | 1º marzo 2018    |
| 5                                           | 9 maggio 2018   | ISBN 978-4-10-772080-1 | 13 dicembre 2018 |